# 中西訓嗣
中西 訓嗣（なかにし のりつぐ、1963年 - ）は、日本の経済学者。専門は国際貿易理論、ゲーム理論。神戸大学大学院経済学研究科教授。元日本国際経済学会会長。

## 人物・経歴
広島県生まれ。広島県立広高等学校を経て、1986年広島大学経済学部卒業。1991年神戸大学大学院経済学研究科博士課程後期課程修了、経済学博士。2014年日本国際経済学会小島清賞研究奨励賞受賞。
神戸大学大学院経済学研究科助教授を経て、神戸大学大学院経済学研究科教授。2016年日本国際経済学会会長。2018年日本国際経済学会顧問、神戸大学経済学部長・大学院経済学研究科長。2019年神戸大学経済経営学会会長。

## 著書
- 『貿易自由化の理論的分析 : 段階的・漸進的政策と経済厚生の改善』（神戸大学研究双書刊行会, 1993年）
- 『国際経済理論』（広瀬憲三, 井川一宏と共編）（有斐閣, 2003年）
- 『相互依存状況における貿易政策のゲーム理論 : ソーシャル・シチュエーション理論と安定集合アプローチ』（ミネルヴァ書房, 2010年）
- 『国際経済学 : 国際貿易編』（ミネルヴァ書房, 2013年）
- The Essence of International Trade Theory （World Scientific, 2018年）ISBN 978-9813273818
- Virtual Trade and Comparative Advantage: The Fourth Dimension（Sugata Marjit, Biswajit Mandalとの共著）（Springer, 2020年） ISBN 978-9811539060